# Вейк-ан-Зе
Вейк-ан-Зе (или Вейк-ан-Зее, нидерл. Wijk aan Zee) — город в Нидерландах. Расположен в муниципалитете Бевервейк провинции Северная Голландия, в 20 километрах к северу от Амстердама, на берегу Северного моря. Население около 2400 человек.
Вейк-ан-Зе известен, главным образом, благодаря одному из крупнейших и старейших мировых шахматных турниров, который проходит здесь ежегодно, начиная с 1937 года.

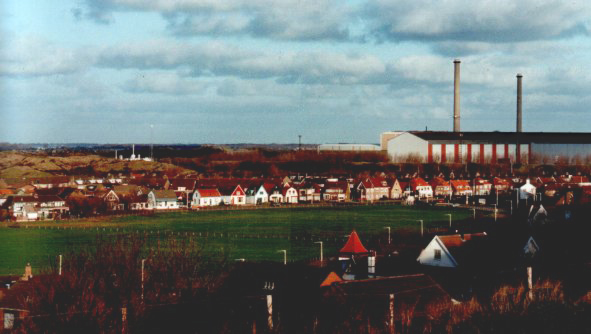

С 1999 года Вейк-ан-Зе и датский город Томмеруп инициировали движение малых городов Европы (дословно «Культурная деревня», англ. Cultural Village — однако речь не идёт о деревнях в привычном смысле этого слова), направленное на то, чтобы поднять престиж совсем небольших населённых пунктов, показать их преимущества для обычного человека, который в малом городе не затеряется, не окажется пешкой в политической игре муниципальных властей. К настоящему времени это движение объединяет 12 городов, представляющих, помимо Нидерландов и Дании, Австрию, Великобританию, Венгрию, Германию, Грецию, Испанию, Италию, Францию, Чехию и Эстонию.